# Sokolniki (gromada w powiecie myszkowskim)
Sokolniki – dawna gromada, czyli najmniejsza jednostka podziału terytorialnego Polskiej Rzeczypospolitej Ludowej w latach 1954–1972.
Gromady, z gromadzkimi radami narodowymi (GRN) jako organami władzy najniższego stopnia na wsi, funkcjonowały od reformy reorganizującej administrację wiejską przeprowadzonej jesienią 1954 do momentu ich zniesienia z dniem 1 stycznia 1973, tym samym wypierając organizację gminną w latach 1954–1972.
Gromadę Sokolniki z siedzibą GRN w Sokolnikach utworzono – jako jedną z 8759 gromad na obszarze Polski – w powiecie włoszczowskim w woj. kieleckim, na mocy uchwały nr 13l/54 WRN w Kielcach z dnia 29 września 1954. W skład jednostki weszły obszary dotychczasowych gromad Dzibice i Sokolniki ze zniesionej gminy Lelów i Zagórze ze zniesionej gminy Irządze w tymże powiecie.
1 stycznia 1955 gromadę przyłączono do powiatu zawierciańskiego w woj. stalinogrodzkim. Dla gromady ustalono 18 członków gromadzkiej rady narodowej.
1 stycznia 1956 gromada weszła w skład nowo utworzonego powiatu myszkowskiego w tymże województwie
20 grudnia 1956 województwo stalinogrodzkie przemianowano (z powrotem) na katowickie.
1 stycznia 1957 z gromady Sokolniki wyłączono przysiółek Gaiska włączając go do gromady Lelów w powiecie włoszczowskim w woj. kieleckim.
31 grudnia 1959 do gromady Sokolniki włączono obszar zniesionej gromady Tomiszowice w tymże powiecie.
Gromada przetrwała do końca 1972 roku, czyli do kolejnej reformy gminnej.